# Festival Internacional de Cine de San Sebastián 1997
La 45.ª edición del Festival Internacional de Cine de San Sebastián tuvo lugar entre el 18 y el 27 de septiembre de 1997. 

## Jurados
Jurado de la Sección Oficial
- Zhang Yimou (Presidente)
- Anna Bonaiuto
- Alfonso Cuarón
- Agustín Díaz Yanes
- Katinka Faragó
- Gaston Kaboré
- Serge Toubiana

## Películas

### Sección Oficial
Las 16 películas siguientes compitieron para el premio de la Concha de Oro a la mejor película:
| Título en España                      | Título original                       | Director(es)      | País           |
| ------------------------------------- | ------------------------------------- | ----------------- | -------------- |
| Afterglow                             | Afterglow                             | Alan Rudolph      | Estados Unidos |
| Cenizas del paraíso                   | Cenizas del paraíso                   | Marcelo Piñeyro   | Argentina      |
| Die Schuld der Liebe                  | Die Schuld der Liebe                  | Andreas Gruber    | Suiza          |
| El color de las nubes                 | El color de las nubes                 | Mario Camus       | España         |
| Hombres armados                       | Men With Guns                         | John Sayles       | Estados Unidos |
| El crimen desorganizado               | I Went Down                           | Paddy Breathnach  | Irlanda        |
| J'irai au paradis car l'enfer est ici | J'irai au paradis car l'enfer est ici | Xavier Durringer  | Francia        |
| A la luz del fuego                    | Firelight                             | William Nicholson | Reino Unido    |
| Martín (Hache)                        | Martín (Hache)                        | Adolfo Aristarain | Argentina      |
| Mrs. Dalloway                         | Mrs. Dalloway                         | Marleen Gorris    | Reino Unido    |
| Obsesión                              | Obsession - Besessene Seelen          | Peter Sehr        | Alemania       |
| Pandemonium, la capital del infierno  | Pandemonium, la capital del infierno  | Román Chalbaud    | Venezuela      |
| Pasión en el desierto                 | Passion in the Desert                 | Lavinia Currier   | EE. UU.        |
| No va más                             | Rien ne va plus                       | Claude Chabrol    | Francia        |
| Stagefright                           | Stagefright                           | Steve Box         | EE.UU.         |
| Victory                               | Victory                               | Mark Peploe       | Reino Unido    |

### Fuera de competición
Las películas siguientes fueron seleccionadas para ser exhibidas fuera de competición: 
Largometrajes
| Título en España          | Título original          | Director(es)  | País   |
| ------------------------- | ------------------------ | ------------- | ------ |
| Lolita                    | Lolita                   | Adrian Lyne   | EE.UU. |
| La boda de mi mejor amigo | My Best Friend's Wedding | P.J. Hogan    | EE.UU. |
| Stagefright               | Stagefright              | Steve Box     | EE.UU. |
| The Game                  | The Game                 | David Fincher | EE.UU. |

### Otras secciones oficiales

#### Perlas
Las 15 películas proyectadas en esta sección son largometrajes inéditos en España, que han sido aclamados por la crítica y/o premiados en otros festivales internacionales. Estas fueron las películas seleccionadas para la secciónː
| Título en España            | Título original       | Director(es)        | País           |
| --------------------------- | --------------------- | ------------------- | -------------- |
| El cartero entra sin llamar | Budbringeren          | Pål Sletaune        | Noruega        |
| Oratorio de Navidad         | Juloratoriet          | Kjell-Åke Andersson | Suecia         |
| Hamam: el baño turco        | Hamam                 | Ferzan Ozpetek      | Italia         |
| Buud Yam                    | Buud Yam              | Gaston Kaboré       | Burkina Fasso  |
| En compañía de hombres      | In the Company of Men | Neil LaBute         | Canadá         |
| Mi vida en rosa             | Ma vie en rose        | Alain Berliner      | Bélgica        |
| L.A. Confidential           | L.A. Confidential     | Curtis Hanson       | EE.UU.         |
| Marius y Jeannette          | Marius et Jeannette   | Robert Guédiguian   | Francia        |
| Limpieza en seco            | Nettoyage à sec       | Anne Fontaine       | Francia        |
| Después de una noche        | One Night Stand       | Mike Figgis         | Estados Unidos |
| Regeneration                | Regeneration          | Gillies MacKinnon   | Reino Unido    |
| Full Monty                  | Full Monty            | Peter Cattaneo      | Reino Unido    |
| El oro de Ulises            | Ulee's Gold           | Victor Nuñez        | Estados Unidos |
| La anguila                  | Unagi                 | Shôhei Imamura      | Japón          |
| Keep Cool                   | You Hua Hao Shou      | Zhang Yimou         | China          |

#### Nuevos Directores
Esta sección agrupa los primeros o segundos largometrajes de sus cineastas, inéditos o que solo han sido estrenados en su país de producción y producidos en el último año. Estas fueron las películas seleccionadas para la sección:
| Título en español                     | Título original                       | Director(es)                             | País      |
| ------------------------------------- | ------------------------------------- | ---------------------------------------- | --------- |
| Amor de hombre                        | Amor de hombre                        | Yolanda García Serrano, Juan Luis Iborra | España    |
| 15 Months in May                      | 15 Months in May                      | Anja Murmann                             | EE.UU.    |
| Atómica (no me hables de los hombres) | Atómica (no me hables de los hombres) | Alfonso Albacete, David Menkes           | España    |
| Bandits                               | Bandits                               | Katja von Garnier                        | Alemania  |
| Bogwoman                              | Bogwoman                              | Tom Collins                              | Irlanda   |
| El agujero                            | El agujero                            | Beto Gómez                               | México    |
| Love in the city                      | Chengshi aiqing                       | Ah Nian                                  | China     |
| En la puta calle                      | En la puta calle                      | Enrique Gabriel                          | España    |
| Historias de fútbol                   | Historias de fútbol                   | Andrés Wood                              | Chile     |
| La vida según Muriel                  | La vida según Muriel                  | Eduardo Milewicz                         | Argentina |
| Con plumas y a lo loco                | Love! Valour! Compassion!             | Joe Mantello                             | EE.UU.    |
| ...Y llegó el amor                    | Love Walked in                        | Juan José Campanella                     | EE.UU.    |
| Paper airplanes                       | Mooshak e Kaghazi                     | Farhad Mehranfar                         | Irán      |
| Pusher: Un paseo por el abismo        | Puisher                               | Nicolas Winding Refn                     | Dinamarca |
| Otario                                | Otario                                | Diego Arsuaga                            | Uruguay   |
| Silvester Countdown                   | Silvester Countdown                   | Oskar Roehler                            | Alemania  |
| Tabutta Rövasata                      | Tabutta Rövasata                      | Dervis Zaim                              | Turquía   |
| El jardín colgante                    | The Hanging Garden                    | Thom Fitzgerald                          | Canadá    |

#### Zabaltegi[5]
| Título en español                                      | Título original                                          | Director(es)       | País         |
| ------------------------------------------------------ | -------------------------------------------------------- | ------------------ | ------------ |
| El Che. Una leyenda de nuestro siglo                   | El Che, Ernesto Guevara, enquête sur un homme de légende | Maurice Dugowson   | Francia      |
| Le signaleur (corto)                                   | Le signaleur (corto)                                     | Benoît Mariage     | Bélgica      |
| Fantômes de Tanger                                     | Fantômes de Tanger                                       | Edgardo Cozarinsky | Argentina    |
| Les paradoxes de Buñuel                                | Les paradoxes de Buñuel                                  | Jorge Amat         | Francia      |
| Le voleur de Diagonale (corto)                         | Le voleur de Diagonale (corto)                           | Jean Darrigol      | Francia      |
| Little Red Riding Hood (corto)                         | Little Red Riding Hood (corto)                           | CDavid Kaplan      | EE.UU.       |
| Murnau, el lenguaje de las sombras                     | Murnau, el lenguaje de las sombras                       | Luciano Berriatua  | España       |
| Mirando al mar                                         | Regarde la mer                                           | François Ozon      | Francia      |
| El retorno de Raziel (corto)                           | El retorno de Raziel (corto)                             | Koldo Almandoz     | España       |
| Sábanas blancas (corto)                                | Sábanas blancas (corto)                                  | Imanol Góñez Alcón | España       |
| Sick: The Life & Death of Bob Flanagan, Supermasochist | Sick: The Life & Death of Bob Flanagan, Supermasochist   | Kirby Dick         | EE.UU.       |
| The oath (corto)                                       | The oath (corto)                                         | Tjebbo Penning     | Países Bajos |

### Otras secciones

#### Made in Spanish
Sección dedicada a una serie de largometrajes de habla hispana que se estrenan en el año. Estas fueron las películas seleccionadas para la sección:
| Título original                           | Director(es)                          | País      |
| ----------------------------------------- | ------------------------------------- | --------- |
| Actrius                                   | Ventura Pons                          | España    |
| Asaltar los cielos                        | José Luis López-Linares, Javier Rioyo | España    |
| Como un relámpago                         | Miguel Hermoso                        | España    |
| El amor perjudica seriamente la salud     | Manuel Gómez Pereira                  | España    |
| El crimen del cine Oriente                | Pedro Costa                           | España    |
| En brazos de la mujer madura              | Manuel Lombardero                     | España    |
| Eso                                       | Fernando Colomo                       | España    |
| Familia                                   | Fernando León de Aranoa               | España    |
| La buena estrella                         | Ricardo Franco                        | España    |
| La buena vida                             | David Trueba                          | España    |
| Más allá del jardín                       | Pedro Olea                            | España    |
| Perdona bonita, pero Lucas me quería a mí | Félix Sabroso, Dunia Ayaso            | España    |
| Ricardo, Miriam y Fidel                   | Christian Frei                        | Suiza     |
| Santera                                   | Solveig Hoogesteijn                   | Venezuela |
| Secretos del corazón                      | Montxo Armendáriz                     | España    |
| Sin querer                                | Ciro Cappellari                       | Argentina |
| Sólo se muere dos veces                   | Esteban Ibarretxe                     | España    |
| Susanna                                   | Antonio Chavarrías                    | España    |
| Todo está oscuro                          | Ana Díez                              | España    |
| Territorio comanche                       | Gerardo Herrero                       | España    |
| Tranvía a la Malvarrosa                   | José Luis García Sánchez              | España    |
| Un crisantemo estalla en cinco esquinas   | Daniel Burman                         | Argentina |

#### Jornada del cine vasco
Sección dedicada a una serie de largometrajes del País Vasco que se estrenan en el año. Estas fueron las películas seleccionadas para la sección:
- Calor…y celos de Javier Rebollo
- Menos que cero / Hutsaren hurrengoa de Ernesto Tellería
- Miau de Nuria Ruiz Cabestany
- Nocturno. La noche de Jose Félix Collazos
- Uno de esos días de Roberto Francisco y Mari Luz Sánchez
- Urgencia de José Luis Serrano

### Retrospectivas

#### Retrospectiva. Conocer aMitchell Leisen
La retrospectiva de ese año fue dedicado a la obra del director estadounidense Mitchell Leisen. Se proyectó la mayor parte de su filmografía así como documentales referentes a su obra.
| Título en español              | Título en original        | Año  |
| ------------------------------ | ------------------------- | ---- |
| Canción de cuna                | Cradle Song               | 1933 |
| La muerte de vacaciones        | Death Takes a Holiday     | 1934 |
| El crimen del Vanities         | Murder at the Vanities    | 1934 |
| Os presento a mi esposa        | Behold My Wife            | 1934 |
| Compás de espera               | Four Hours to Kill!       | 1935 |
| Candidata a millonaria         | Hands Across the Table    | 1935 |
| Thirteen Hours by Air          | Thirteen Hours by Air     | 1936 |
| The Big Broadcast of 1937      | The Big Broadcast of 1937 | 1936 |
| Comenzó en el trópico          | Swing High, Swing Low     | 1937 |
| Una chica afortunada           | Easy Living               | 1937 |
| The Big Broadcast of 1938      | The Big Broadcast of 1938 | 1938 |
| Artists and Models Abroad      | Artists and Models Abroad | 1938 |
| Medianoche                     | Midnight                  | 1939 |
| Recuerdo de una noche          | Remember the Night        | 1940 |
| Adelante, mi amor              | Arise, My Love            | 1940 |
| Vuelo de águilas               | I Wanted Wings)           | 1941 |
| Si no amaneciera               | Hold Back the Dawn        | 1941 |
| Capricho de mujer              | The Lady Is Willing       | 1942 |
| Ella y sus secretario          | Take a Letter, Darling    | 1942 |
| No hay tiempo para amar        | 'No Time for Love'        | 1943 |
| Una mujer en la penumbra       | Lady in the Dark          | 1944 |
| El pirata y la dama            | Frenchman's Creek         | 1944 |
| Bodas blancas                  | Practically Yours         | 1944 |
| La bribona                     | Kitty                     | 1945 |
| Masquerade in Mexico           | Masquerade in Mexico      | 1945 |
| La vida íntima de Julia Morris | To Each His Own           | 1946 |
| Suddenly, It's Spring          | Suddenly, It's Spring     | 1947 |
| En las rayas de la mano        | Golden Earrings           | 1947 |
| Dream Girl                     | Dream Girl                | 1948 |
| La máscara de los Borgia       | Bride of Vengeance        | 1949 |
| Song of Surrender              | Song of Surrender         | 1949 |
| Mentira latente                | No Man of Her Own         | 1950 |
| Capitán Carey                  | Captain Carey, U.S.A.     | 1950 |
| Casado y con dos suegras       | The Mating Season         | 1951 |
| Cariño, ¿Por qué lo hiciste?   | Darling, How Could You!   | 1951 |
| Young Man with Ideas           | Young Man with Ideas      | 1952 |
| Tonight We Sing                | Tonight We Sing           | 1953 |
| Bedevilled                     | Bedevilled                | 1955 |
| Eligiendo novio                | The Girl Most Likely      | 1955 |

#### Retrospectiva Clásica.Peter Bogdanovich
La retrospectiva de ese año fue dedicada a la obra del director británico Peter Bogdanovich.
| Título en español              | Título en original    | Año  |
| ------------------------------ | --------------------- | ---- |
| La última película             | The Last Picture Show | 1972 |
| ¿Qué me pasa doctor?           | What's Up, Doc?       | 1975 |
| Luna de papel                  | Paper Moon            | 1973 |
| Una señorita rebelde           | Daisy Miller          | 1974 |
| Por fin, el gran amor          | At Long Last Love     | 1975 |
| Así empezó Hollywood'          | Nickelodeon           | 1976 |
| Saint Jack, el rey de Singapur | Saint Jack            | 1979 |
| Todos rieron                   | They All Laughed      | 1981 |
| Máscara                        | Mask                  | 1984 |
| Ilegalmente tuya               | Illegally Yours       | 1987 |
| Texasville                     | Texasville            | 1990 |
| ¡Qué ruina de función!         | Noises off            | 1992 |
| Esa cosa llamada amor          | The thing called love | 1993 |

#### Retrospectiva Temática: Una larga ausencia[10]
| Título en España                      | Título original                      | Director(es)                                      | País           | Año  |
| ------------------------------------- | ------------------------------------ | ------------------------------------------------- | -------------- | ---- |
| Alambrista!                           | Alambrista!                          | Robert M. Young                                   | Estados Unidos | 1977 |
| Arrebato                              | Arrebato                             | Iván Zulueta                                      | España         | 1979 |
| Calcutta                              | Calcutta                             | Louis Malle                                       | Francia        | 1969 |
| Corazón de piedra                     | Das Kalte Hertz                      | Paul Verhoeven                                    | Alemania       | 1950 |
| Zona profunda                         | Deep End                             | Jerzy Skolimowski                                 | Reino Unido    | 1970 |
| Tiro de gracia                        | Der Fangschuß                        | Volker Schlöndorff                                | Alemania       | 1976 |
| Dios y el diablo en la tierra del sol | Deus e o Diabo na Terra do Sol       | Glauber Rocha                                     | Brasil         | 1964 |
| El dependiente                        | El dependiente                       | Leonardo Favio                                    | Argentina      | 1969 |
| Eureka                                | Eureka                               | Nicholas Roeg                                     | Reino Unido    | 1983 |
| ¡Al fuego, bomberos!                  | Horí, má Panenko                     | Milos Forman                                      | Checoslovaquia | 1967 |
| Los camaradas                         | I compagni                           | Mario Monicelli                                   | Italia         | 1963 |
| El ladrón de melocotones              | Kradecat Na Praskovi                 | Vulo Radev                                        | Bulgaria       | 1964 |
| Sierra de Teruel                      | L'espoir                             | André Malraux                                     | Francia        | 1939 |
| La vida es nuestra                    | La vie est à nous                    | Jean-Paul Le Chanois, Jean Renoir y André Zwoboda | Francia        | 1936 |
| Sembrando ilusiones                   | Lo scopone scientifico               | Luigi Comencini                                   | Italia         | 1972 |
| Ariane                                | Love in the Afternoon                | Billy Wilder                                      | Estados Unidos | 1957 |
| Las manos de Orlac                    | Mad Love                             | Karl Freund                                       | Estados Unidos | 1935 |
| Partner                               | Partner                              | Bernardo Bertolucci                               | Italia         | 1968 |
| Permanent Vacation                    | Permanent Vacation                   | Jim Jarmusch                                      | Estados Unidos | 1980 |
| Petulia                               | Petulia                              | Richard Lester                                    | Reino Unido    | 1968 |
| Pink Flamingos                        | Pink Flamingos                       | John Waters                                       | Estados Unidos | 1972 |
| Qui êtes vous Polly Maggoo?           | Qui êtes vous Polly Maggoo?          | William Klein                                     | Francia        | 1966 |
| Redes                                 | Emilio Gómez Muriel y Fred Zinnemann | México                                            | 1936           |      |
| Duelo silencioso                      | Shizukanaru Kettō                    | Akira Kurosawa                                    | Japón          | 1949 |
| Un joven a la aventura                | Step Lively                          | Tim Whelan                                        | Estados Unidos | 1944 |
| Ordinaria locura                      | Storie di ordinaria follia           | Marco Ferreri                                     | Italia         | 1981 |
| La casa de la colina                  | The House on Telegraph Hill          | Robert Wise                                       | Estados Unidos | 1951 |
| El incidente                          | The Incident                         | Larry Peerce                                      | Estados Unidos | 1967 |
| El rey de Marvin Gardens              | The King of Marvin Gardens           | Bob Rafelson                                      | Estados Unidos | 1972 |
| Tlayucan                              | Tlayucan                             | Luis Alcoriza                                     | Mexico         | 1961 |
| El silencio                           | Tystnaden                            | Ingmar Bergman                                    | Suecia         | 1963 |
| Nubes flotantes                       | Ukigumo                              | Mikio Naruse                                      | Japón          | 1955 |
| Una larga ausencia                    | Une aussi longue absence             | Henri Colpi                                       | Francia        | 1961 |
| Víctima                               | 'Victim                              | Basil Dearden                                     | Reino Unido    | 1961 |

## Palmarés

### Premios oficiales[11]
Ganadores de la Sección Oficial del 45.º Festival Internacional de Cine de San Sebastián de 1997:
- Concha de Oro: No va más de Claude Chabrol
- Premio Especial del Jurado:  A la luz del fuego de William Nicholson
- Concha de Plata al mejor Director: Claude Chabrol de No va más
- Concha de Plata a la mejor Actriz: Julie Christie por Afterglow
- Concha de Plata al mejor Actor: Federico Luppi por Martín (Hache)
- Premio del jurado a la mejor fotografía: Nick Morris por A la luz del fuego
- Premio del jurado: El crimen desorganizado de Paddy Breathnach
- Premio Nuevos Directores: El crimen desorganizado de Paddy Breathnach

### Premio Donostia
- Michael Douglas
- Jeanne Moreau
- Jeremy Irons